# Большой Двор (деревня, Большедворское сельское поселение)
Большо́й Двор — деревня в Бокситогорском районе Ленинградской области. Административный центр Большедворского сельского поселения.

## История
Деревня Большой Двор упоминается на карте Новгородского наместничества 1792 года А. М. Вильбрехта.

БОЛЬШОЙ ДВОР (КОНЦЫ) — деревня Большедворского общества, прихода села Дыми. Река Рядань. 

Крестьянских дворов — 59. Строений — 126, в том числе жилых — 75. Школа, 3 кузницы, 2 мелочных лавки, питейное заведение.

Число жителей по семейным спискам 1879 г.: 111 м. п., 129 ж. п.; по приходским сведениям 1879 г.: 106 м. п., 128 ж. п.

Сборник Центрального статистического комитета описывал её так:

БОЛЬШОЙ ДВОР — деревня бывшая государственная при реке Редане, дворов — 54, жителей — 270; волостное правление, часовня, почтовая станция, 2 лавки, торжок 24 июня. (1885 год)

В конце XIX века деревня административно относилась к Большедворской волости 3-го стана, в начале XX века — к Большедворской волости 3-го земского участка 1-го стана Тихвинского уезда Новгородской губернии.
В начале XX века близ деревни на надельной земле находились два кургана и жальник.
Согласно спискам населённых мест:

БОЛЬШОЙ ДВОР (КОНЦЫ) — деревня при реке Рядань, число дворов — 63, число домов — 63, число жителей: 131 м. п., 135 ж. п.;
 Часовня. Земская школа. Волостное правление. Земская конная станция. Мелочная лавка. Харчевня. Водяная мельница. (1910 год)

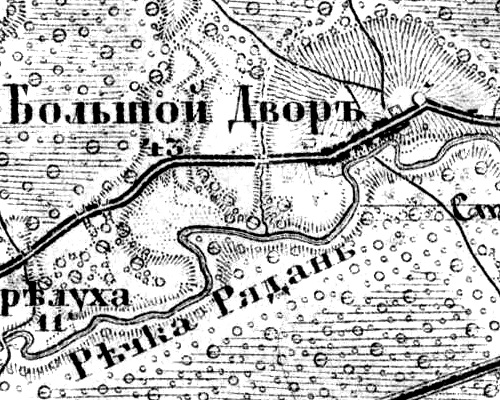
Деревня Большой Двор на карте 1913 года

Согласно карте Новгородской губернии 1913 года, деревня Большой Двор насчитывала 43 крестьянских двора.
С 1917 по 1918 год деревня входила в состав Сугоровской волости Тихвинского уезда Новгородской губернии.
С 1918 года, в составе Ольховской волости Череповецкой губернии.
С 1924 года, в составе Пригородной волости.
С 1927 года, в составе Большедворского сельсовета Тихвинского района.
По данным 1933 года деревня Большой Двор являлась административным центром Большедворского сельсовета Тихвинского района, в который входили 5 населённых пунктов: деревни Большой Двор, Горелуха, Михайловские Концы, Павловские Концы, Сененка, общей численностью населения 1128 человек.
По данным 1936 года в состав Большедворского сельсовета входили 5 населённых пунктов, 271 хозяйство и 4 колхоза.
С 1952 года, в составе Бокситогорского района.
С 1963 года, вновь в составе Тихвинского района
С 1965 года, вновь составе Бокситогорского района. В 1965 году население деревни составляло 300 человек.
По данным 1966 года деревня Большой Двор также входила в состав Большедворского сельсовета, административным центром сельсовета являлась деревня Михайловские Концы.
По данным 1973 года деревня Большой Двор являлась административным центром Большедворского сельсовета, в деревне располагалась центральная усадьба совхоза «Красный пахарь».
По административным данным 1990 года в деревне Большой Двор проживали 1054 человека. Деревня также являлась административным центром Большедворского сельсовета в который входили 47 населённых пунктов: деревни Астрачи, Белый Бор, Бередниково, Большой Двор, Борисово, Борки, Бурково, Василево, Великий Двор, Веретье, Врачево, Галично, Горелуха, Горушка, Дерева, Дыми, Заполье, Малый Ручей, Масляная Гора, Минецкое, Михайловские Концы, Мулево, Новинка, Остров, Павловские Концы, Падихино, Порог, Рыбежка, Селище, Синенка, Старина, Труфаново, Турково, Ульяновщина, Усадище Дыми, Хитиничи, Черницы, Яковлево; посёлки Красный Броневик и Турлинский Лесопункт; посёлки при станции Астрачи, Большой Двор, Дыми; хутора Ленинградский Шлюз и Олонецкий Шлюз, общей численностью населения 2269 человек.
В 1997 году в деревне Большой Двор Большедворской волости проживал 1181 человек, в 2002 году — 1035 человек (русские — 94 %).
в 2007 году в деревне Большой Двор Большедворского СП — 1139.

## География
Деревня расположена в северо-западной части района на автодороге 41К-036 (Галично — Харчевни) в месте примыкания к ней автодороги 41К-035 (Большой Двор — Самойлово).
Расстояние до районного центра — 28 км.
Расстояние до ближайшей железнодорожной станции Большой Двор — 4 км.
Деревня находится на правом берегу реки Рядань.

## Демография
| 1997 | 2002  | 2007  | 2010  | 2017  |
| ---- | ----- | ----- | ----- | ----- |
| 1181 | ↘1035 | ↗1139 | ↘1002 | ↗1011 |

## Предприятия и организации
- Отделение почтовой связи
- Фельдшерско-акушерский пункт
- Школа
- Детский сад
- Культурный центр
- Библиотека
- ООО «Русский Лес» — производство лесоматериалов
- ГСХП «Красный пахарь» — производство и продажа продуктов питания
- Магазин промышленных товаров